# Albert Tailliandier
Pour les articles homonymes, voir Tailliandier.
Albert Tailliandier, né le 28 avril 1875 à Fresnoy-en-Gohelle (Pas-de-Calais) et mort le 25 mars 1917 à Bapaume (Pas-de-Calais), est un homme politique français.

## Biographie
Docteur en droit, avocat au Conseil d’État et à la Cour de cassation, Albert Tailliandier est le fils d'Henri Tailliandier, député du Pas-de-Calais, et le frère de Maurice Tailliandier, lui aussi député. En 1914, son père, candidat aux élections législatives, meurt entre les deux tours. Albert se présente à sa place et est élu. Il succède également à son père à la mairie de Fresnoy-en-Gohelle. Il siège à la Fédération républicaine. Le 25 mars 1917, alors qu'il distribue des secours à la mairie de Bapaume, il est tué par l'explosion d'une bombe.

### Sources
- « Albert Tailliandier », dans le Dictionnaire des parlementaires français (1889-1940), sous la direction de Jean Jolly, PUF, 1960 [détail de l’édition]

### Iconographie
- Augustin Lesieux (1877-1964), Monument aux députés Raoul Briquet et Albert Tailliandier, à Bapaume, monument aux morts de la Grande Guerre.